# Supercoupe du Japon de football 1994
Navigation
Édition suivante
L'édition 1994 de la Supercoupe du Japon est la 1er de la Supercoupe du Japon et se déroule le 5 mars 1994 au Stade olympique national à Tokyo au Japon.
Les règles du match sont les suivantes : la durée de la rencontre est de 90 minutes, puis, en cas de match nul, les deux équipes se départageront directement lors d'une séance de tirs au but.
Le match oppose le Verdy Kawasaki, vainqueur de la J League 1993, face au Yokohama Flügels, vainqueur de la Coupe du Japon 1993.

## Feuille de match
| Yokohama ·    |                    |     |
| Titulaires :  |                    |     |
|               |                    |     |
| 01            | Atsuhiko Mori      |     |
| 06            | Masaaki Takada     |     |
| 04            | Atsuhiro Iwai      |     |
| 03            | Ippei Watanabe     |     |
| 02            | Naoto Otake        |     |
| 10            | Edú Marangón       |     |
| 05            | Motohiro Yamaguchi |     |
| 08            | Válber Costa       |     |
| 07            | Masakiyo Maezono   |     |
| 11            | Raúl Amarilla      |     |
| 09            | Hideki Katsura     | 68e |
|               |                    |     |
| Remplaçants : |                    |     |
| 16            | Ryuji Ishizue      |     |
| 12            | Norihiro Satsukawa |     |
| 13            | Hideki Yoshioka    |     |
| 14            | Jun Naito          |     |
| 15            | Hiroki Hattori     | 63e |
|               |                    |     |
| Entraîneur :  |                    |     |
| Shu Kamo      |                    |     |

| Kawasaki ·       |                     |     |
| Titulaires :     |                     |     |
|                  |                     |     |
| 01               | Takayuki Fujikawa   |     |
| 06               | Paulo               | 62e |
| 03               | Luiz Carlos Pereira |     |
| 05               | Tetsuji Hashiratani |     |
| 02               | Ko Ishikawa         |     |
| 10               | Ruy Ramos           |     |
| 04               | Yoshiyuki Kato      |     |
| 08               | Tsuyoshi Kitazawa   |     |
| 07               | Bismarck            |     |
| 09               | Nobuhiro Takeda     | 77e |
| 11               | Kazuyoshi Miura     |     |
|                  |                     |     |
| Remplaçants :    |                     |     |
| 16               | Yuji Keigoshi       |     |
| 12               | Shinji Fujiyoshi    | 77e |
| 13               | Mitsuhiro Kawamoto  |     |
| 14               | Hideki Nagai        | 62e |
| 15               | Keiji Ishizuka      |     |
|                  |                     |     |
| Entraîneur :     |                     |     |
| Yasutaro Matsuki |                     |     |

| Yokohama ·    |                    |     |
| Titulaires :  |                    |     |
|               |                    |     |
| 01            | Atsuhiko Mori      |     |
| 06            | Masaaki Takada     |     |
| 04            | Atsuhiro Iwai      |     |
| 03            | Ippei Watanabe     |     |
| 02            | Naoto Otake        |     |
| 10            | Edú Marangón       |     |
| 05            | Motohiro Yamaguchi |     |
| 08            | Válber Costa       |     |
| 07            | Masakiyo Maezono   |     |
| 11            | Raúl Amarilla      |     |
| 09            | Hideki Katsura     | 68e |
|               |                    |     |
| Remplaçants : |                    |     |
| 16            | Ryuji Ishizue      |     |
| 12            | Norihiro Satsukawa |     |
| 13            | Hideki Yoshioka    |     |
| 14            | Jun Naito          |     |
| 15            | Hiroki Hattori     | 63e |
|               |                    |     |
| Entraîneur :  |                    |     |
| Shu Kamo      |                    |     |

| Kawasaki ·       |                     |     |
| Titulaires :     |                     |     |
|                  |                     |     |
| 01               | Takayuki Fujikawa   |     |
| 06               | Paulo               | 62e |
| 03               | Luiz Carlos Pereira |     |
| 05               | Tetsuji Hashiratani |     |
| 02               | Ko Ishikawa         |     |
| 10               | Ruy Ramos           |     |
| 04               | Yoshiyuki Kato      |     |
| 08               | Tsuyoshi Kitazawa   |     |
| 07               | Bismarck            |     |
| 09               | Nobuhiro Takeda     | 77e |
| 11               | Kazuyoshi Miura     |     |
|                  |                     |     |
| Remplaçants :    |                     |     |
| 16               | Yuji Keigoshi       |     |
| 12               | Shinji Fujiyoshi    | 77e |
| 13               | Mitsuhiro Kawamoto  |     |
| 14               | Hideki Nagai        | 62e |
| 15               | Keiji Ishizuka      |     |
|                  |                     |     |
| Entraîneur :     |                     |     |
| Yasutaro Matsuki |                     |     |